# Kris Mampaey
Kris Mampaey (Mortsel, 2 november 1970) is een Belgisch voormalig profvoetballer. De doelman speelde betaald voetbal in de hoogste competities van België en Nederland.

## Sportieve loopbaan
Mampaey begon met voetballen bij amateurvereniging Hove Sport (Hove). Na vervolgens vijf jaar als prof in het doel gestaan te hebben bij Lierse SK in zijn vaderland, ging hij de grens over om bij Willem II te spelen, onder trainer Jimmy Calderwood. Mampaey verloor zijn positie in Tilburg toen Calderwood in 1997/98 opgevolgd werd door Co Adriaanse, die Jim van Fessem als eerste keeper verkoos. Daardoor mocht hij het laatste halve jaar van zijn verblijf bij Willem II op huurbasis voor het Schotse Dunfermline Athletic uitkomen, waar Calderwood dat jaar begonnen was.
Tijdens zijn periode bij FC Den Bosch werd Mampaey vier maanden als reservekeeper verhuurd aan AZ, dat door blessures in maart 2002/03 dun in de doelmannen kwam te zitten. Hij hoefde in die periode niet in actie te komen voor de Alkmaarders. Na zijn dienstverband bij de Bosschenaren keerde Mampaey voor het seizoen 2005/06 terug naar België, om daar in de derde klasse te gaan spelen voor Racing Mechelen.
In 2006 ging hij naar Borsbeek Sport waar hij in de zomer van 2009 ook trainer werd. Eind 2009 verliet hij Borsbeek en ging in februari 2010 weer spelen bij FC Mariekerke waarmee hij in 2011 promoveerde naar de Vierde Klasse.

## Clubstatistieken
| Seizoen   | Club                    | Competitie              | Duels | Goals |
| --------- | ----------------------- | ----------------------- | ----- | ----- |
| 1991-'96  | K. Lierse SK            | Eerste klasse           | 107   | -     |
| 1996-'00  | Willem II               | Eredivisie              | 26    | -     |
| 1999-'00  | Dunfermline Athletic FC | Scottish First Division | 14    | -     |
| 2000-'01  | Antwerp FC              | Eerste klasse           | 16    | -     |
| 2001-2002 | FC Den Bosch            | Eredivisie              | 26    | -     |
| 2002-'04  | FC Den Bosch            | Eerste divisie          | 27    | -     |
| 2004-2005 | FC Den Bosch            | Eredivisie              | 23    | -     |
| 2005-'06  | Racing Mechelen         | Derde Klasse            |       | -     |